# Tiaret
Tiaret, Tahert o Tihert (in arabo تيارت‎?, Tiyārat; dalla parola berbera per "stazione"), è una città dell'Algeria settentrionale, capoluogo della provincia omonima. Si trova a circa 150 km dalla costa, nella zona dei Monti dell'Atlante.

## Storia
La città fu fondata dai Romani, che le attribuirono il nome di Tingurtia (da cui deriva quello attuale, con lo stesso significato di "stazione"). In seguito la città declinò e venne rifondata nel 767 da ʿAbd al-Raḥmān ibn Rustum, diventando poi capitale di un regno ibadita, retto dalla dinastia dei Rustumidi. Il regno di Tahert durò dal 777 al 909. Per tutto il tempo in cui durò la dinastia, la città prosperò soprattutto grazie al commercio degli schiavi e dell'oro proveniente dalle regioni subsahariane.
Venne distrutta agli inizi del X secolo ad opera della tribù berbera dei Kutama, originari della regione tra la Cabilia orientale e l'Aurès, che si allearono a ʿUbayd Allāh al-Mahdī, fondatore della dinastia fatimide di Qayrawān. Distrutta la città, la maggior parte della sua popolazione venne massacrata o cercò rifugio altrove (specialmente nelle regioni interne e poco accessibili dello Mzab).